# Revolução de 8 de Março
A Revolução de 8 de Março, também referida como Revolução de Março de 1963, foi um golpe de Estado ocorrido na Síria que foi seguido por um golpe militar bem-sucedido do Partido Ba'ath no Iraque. O Comité Militar do partido baathista sírio conseguiu persuadir nasseristas e oficiais independentes a fazerem causa comum com eles, e realizaram com êxito um golpe militar com a instalação do Partido Baath ao poder no país.
O Conselho Nacional de Comando Revolucionário tomou o controle e atribuiu-se o poder legislativo, que designou Salah al-Din al-Bitar como chefe de um governo de "frente nacional". O Baath participou neste governo, juntamente com o Movimento Nacionalista Árabe, a Frente Unida Árabe e o Movimento de Unidade Socialista.
O Baath moveu-se para consolidar o seu poder dentro do novo regime, expurgando oficiais nasseristas em abril. As perturbações subsequentes conduziram à queda do governo al-Bitar, e na sequência de um golpe fracassado dos nasseristas em julho, o Baath monopolizou o poder.
Cerca de 800 pessoas foram mortas durante a tomada de poder e outros 20 foram executados pouco tempo depois.